# Anurophorus continentalis
Anurophorus continentalis är en urinsektsart som beskrevs av Dunger 1982. Anurophorus continentalis ingår i släktet Anurophorus och familjen Isotomidae. Inga underarter finns listade i Catalogue of Life.